# Есперанто-клуби України
|  | Службовий список статей, створений для координації робіт з розвитку теми. Це попередження не встановлюється на інформаційні списки і глосарії. |

## І

### Івано-Франківськ
Категорія:Есперанто-клуби Івано-Франківська
- Cxekarpata stelo[1]

## К

### Київ
Категорія:Есперанто-клуби Києва
- Ek!
- Ora Pordego
- E-klubo en "KPI" [2]
- Kare[1] — засновник та голова Михайло Лінецький. Знаходження: «Дім вчених» що по вул. Володимирська 45-а, м. Золоті Ворота

## Л

### Луцьк
Категорія:Есперанто-клуби Луцька
- Arbara kanto

## М

### Миколаївка
Категорія:Есперанто-клуби Миколаївки
- Amikeco [1]

## О

### Одеса
Категорія:Есперанто-клуби Одеси
- Blanka Akacio[1] — вул. Троїцька, 41. Заснований у 1983 році Семеном Вайнблатом, що очолює його до сьогодні[3].
- Verdaĵo[1]

## П

### Полтава
Категорія:Есперанто-клуби Полтави
- Ploltava Urba E-Klubo[1]

## Т

### Тернопіль
Категорія:Есперанто-клуби Тернопіля
- Терноцвіт

## Х

### Харків
Категорія:Есперанто-клуби Харкова
- Ardo
- Теорія щастя [4]

## Ч

### Чернігів
Категорія:Есперанто-клуби Чернігова
- Об’єднання громадян "Дитячо-юнацький есперанто-клуб "Есперо"	Керівник: Скобеєва Ольга Миколаївна. Адреса: пр-т Перемоги, 89, кв. 29. Дата реєстрації: 17.05.93[5]

## Я

### Ялта
Категорія:Есперанто-клуби Ялти
- Tero[1] — засновник Єфім Зайдман
- Mevo — діяв після Другої Світової Війни[6]